# رودابه بختیار
رودابه بختیار، (به انگلیسی: Rudi Bakhtiar) (زاده ۲۱ ژوئن ۱۹۶۶) که با اسم رودی بختیار نیز شناخته می‌شود، مجری و خبرنگار آمریکایی ایرانی‌تبار می‌باشد، که از پدر و مادری ایرانی در فرزنو، کالیفرنیا زاده شد.
بختیار در سال ۱۹۹۶ به‌عنوان خبرنگار، به شبکه خبری سی‌ان‌ان پیوست و در طول ۹ سال فعالیت در بخش‌های مختلف تلویزیون کابلی این شبکه خبری، حضور داشت. وی یک بار نیز با برنامه اتاق خبر سی‌ان‌ان، نامزد دریافت جایزه امی شد. وی یک بار نیز به عنوان نهمین خبرنگار برتر آمریکا انتخاب شد.

## زندگی‌نامه
رودی بختیار، با نام اصلی رودابه بختیار در ۲۱ ژوئن ۱۹۶۶ از پدر و مادری ایرانی و از تبار ایل بختیاری در فرزنو، کالیفرنیا زاده شد.
رودابه با اینکه در آمریکا متولد شده، اما تا انقلاب ۱۳۵۷ ایران در ایران بزرگ شده‌است. وی تحصیلاتش را در دانشگاه کالیفرنیا، لس‌آنجلس ادامه داد و در این دانشگاه مدرک کارشناسی زیست‌شناسی را دریافت کرد.
در سال ۱۹۹۰ بختیار وارد دانشکده دندان‌پزشکی دانشگاه نیویورک شد، ولی تحصیلاتش را نیمه‌کاره رها کرد. او برای مدت کوتاهی نیز در رشته معماری در دانشگاه هاروارد تحصیل کرد ولی آن را نیز نیمه کاره رها کرد.

## فعالیت حرفه‌ای
رودابه کار خبرنگاری خود را از شبکهٔ سی‌ان‌ان شروع کرد. وی در سال ۱۹۹۶ با گذراندن آزمون ورودی این خبرگزاری و موفقیت در میان حدود ۱۰۰ داوطلب دیگر، پا به عرصهٔ روزنامه‌نگاری گذاشت.
وی در شبکهٔ سی‌ان‌ان مجری بخش سی‌ان‌ان هدلاین نیوز شد و در زمان حملات ۱۱ سپتامبر نیز در همین جایگاه فعالیت نمود. وی بعد از ۱۰ سال کار مداوم در شبکهٔ سی‌ان‌ان به علت مراقبت از پدرش که به سرطان حنجره دچار شده بود، از این شبکه خبری جدا شد.
بختیار در ۱۱ ژانویه سال ۲۰۰۶ به صورت رسمی به شبکه خبری فاکس نیوز پیوست و در سال ۲۰۱۶ پس از شکایتی در مورد آزار جنسی به صورت توافقی از آن خبرگزاری اخراج شد. او از جمله کسانی است که در مراسمی در واشینگتن، برای مردم زمین لرزه بم کمک‌های نقدی بسیاری جمع‌آوری کرد. بختیار یکی از اعضای هیئت مدیره؛ اتحادیه روابط عمومی آمریکایی‌های ایرانی‌تبار می‌باشد.

## زندگی شخصی
خانواده بختیار از ایرانیان آمریکا و از خانواده‌های شناخته شده در ایل بختیاری می‌باشند. پدر وی که در سال ۲۰۰۵ درگذشت، برادرزادهٔ شاپور بختیار، آخرین نخست‌وزیر ایران در دورهٔ پهلوی می‌باشد. وی همچنین از بستگان  ثریا اسفندیاری و از نوادگان علیقلی خان سردار اسعد است. پدربزرگ-پدربزرگ بختیار، نصیر خان سردار جنگ (از ایلخانان بختیاری، در دوره قاجار و از نمایندگان دوره نخست مجلس شورای ملی) می‌باشد.
رودی بختیار از کودکی در زمینهٔ اسب سواری، تکواندو، تنیس، یوگا و اسکی فعالیت می‌نمود.